# Xochitl (Toltèque)
Pour les articles homonymes, voir Xochitl.
Xochitl est une reine toltèque qui règne sur l'empire du même nom de 877 à 916 après J-C. Son existence, au-delà de la légende, est discutable et les récits de sa vie sont principalement basés sur les écrits de l'historien Fernando de Alva Ixtlilxochitl. 

## Biographie
Son amant est l'empereur toltèque Tecpancaltzin. Ensemble, ils ont un fils alors que Tecpancaltzin n'a eu que des filles de sa première femme, Maxio. Après la mort de celle-ci, Xochitl devient reine. Son fils alors connu sous le nom de Topiltzin-Meconetzin devient héritier du royaume. 
Plus tard, une guerre civile éclate dans l'empire toltèque. Xochitl appelle alors d'autres femmes à la rejoindre dans la bataille. Elle créé et dirige un bataillon entièrement composé de femmes soldats. Elle meurt sur le champ de bataille.   
Le fils de Xochitl et de Tecpancaltzin, Topiltzin, est le dernier des rois toltèques, avant d'être renversé par la guerre civile. C'est lors de la bataille finale des Toltèques à Tultitlán que Tecpancaltzin et Xochitl sont tués au combat. 

## Représentation dans l'art et postérité
L'œuvre El descubrimiento del pulque, représente Xochitl et Tecpancaltzin et est achevée en 1869 par l'artiste mexicain José Obregón. El descubrimiento del pulque est basé sur la description par l'historien Fernando de Alva Ixtlilxochitl de Xochitl, comme « une belle personne apportée à Tecpancaltzin par son père, Papatzin ». Papatzin était un noble toltèque et un cultivateur de plantes maguey, également appelées plantes d'agave et apparentées à l'aloès. Sur le tableau, on voit Xochitl présentant à Tecpancaltzin une boisson qu'elle et ou son père aurait inventée, le pulque, à base de miel de maguey. La peinture fait partie du mouvement culturel nationaliste mexicain du XIXe siècle, mais l'influence du symbolisme de l'art européen classique apparaît également dans l'œuvre.
Plus récemment, Xochitl apparaît comme l'une des 999 femmes incluses dans l'œuvre d'installation de l'artiste américaine Judy Chicago, The Dinner Party, réalisée de 1974 à 1979. 